# الكسيس ماري دي روشون
الكسيس ماري دي روشون (بالفرنسية: Alexis-Marie de Rochon)‏ (و. 1741 – 1817 م) هو فيزيائي، وعالم فلك من فرنسا . ولد في بريست .
وكان عضواً في الأكاديمية الفرنسية للعلوم .
توفي في باريس ، عن عمر يناهز 76 عاماً.